# Alcea gorganica
Alcea gorganica är en malvaväxtart som först beskrevs av Rech. f., Aell. och Esfand., och fick sitt nu gällande namn av Zoh.. Alcea gorganica ingår i släktet stockrosor, och familjen malvaväxter. Inga underarter finns listade i Catalogue of Life.